# Vila Nova Futebol Clube
El Vila Nova Futebol Clube es un club de fútbol de la ciudad de Goiânia, estado de Goiás en Brasil. Fundado el 29 de julio de 1943 y juega actualmente en el Campeonato Brasileño de Serie B.
El Vila Nova posee el Estadio Onésio Brasileiro Alvarenga, con capacidad para 11.800 aficionados, a pesar de que disputa la mayoría de sus juegos en el Estadio Serra Dourada con capacidad para 40.000 personas. El equipo tiene como mascota el tigre.
Su mayor rival es Goiás, con el que disputa el Derby do Cerrado, el gran clásico de la Región Medio Oeste de Brasil. También tiene rivalidades locales con Atlético Goianiense y Goiânia.

## Historia
El Vila Nova es la creación del Padre José Balestière que en el año de 1938, han creado la Associação Mariana con el fin de alentar a las comunidades Católicas y ofrecer entretenimiento para el pueblo. El Padre José Balestière no creía que el club sería uno de los más populares del Centro-Oeste de Brasil. El nombre Vila Nova Futebol Clube tiempo se debió de haber nacido en el Distrito de Vila Nova, en Misuri conocida como la ciudad más famosa. 
El entonces Mayor Francisco Ferraz de Lima, entusiasta aficionado del club, junto con otros pioneros, aceptó el desafío de establecer un equipo para representar al distrito de Vila Famosos. Para esta misión, la principal había el idealismo de la Rev José Balestière, Boaventura Moreira de Andrade, Luiz Rasmussem, Pedro Cavalcante, Garibalde Teixeira, José Balduino, entre muchos otros. 
En 1943, el Vila Nova FC fue fundado por el coronel Francisco Ferraz de Lima, con el agua bendita del Padre Giuseppe Balestière, y la bendición de Gercina Borges, esposa de Ludovico Pedro Texeira, conocida como la "madre de los pobres." En el mismo año de su fundación, el equipo se inscribió en Goiana Federación del Deporte (FGD), y ese año se convirtió en la disputa competiciones en el mes de julio. Debido a una crisis financiera, 1946, el club tuvo que cambiar su nombre y llegó a ser llamado Operário Futebol Clube. 
En 1949, nuevo cambio se produce con el club va a ser llamado Araguaia. En 1950 el nombre del club se convierte en Fênix Futebol Clube, nombre que dura hasta el 1955, cuando el club vuelve a tomar el nombre de Vila Nova Futebol Clube. 
Entre los años de 1950 y 1955 precedió a los torneos de clubes, prado. Algún tiempo después, bajo el mando del brasileño Onésio Alvarenga y Teodorico José da Silva, el club empezó a invertir en el departamento de fútbol y ganó el tercer lugar en el estado de 1958. En los años de 1959 y 1960 el equipo fue cuarto en la competencia. 
El primer título de Vila Nova llegó el 13 de marzo de 1961. El club fue campeón del octogonal Goiânia/Anápolis. Ya en mayo 21, ganó la Copa ciudad de Goiania, y en octubre 8, fue el campeón de la 1 ª ronda de estado. El título del campeonato de Estado de ese año llegó el día diciembre 17. 
El 15 de abril de 1962, el club ganó el bicampeonato de la Copa Ciudad de Goiânia y el 22 de julio se ha convertido en el Campeonato bicampeão octogonal Goiânia/Anápolis. 
Durante los 60 años de la historia, Vila Nova ha obtenido 139 trofeos, incluido el campeón de los campeonatos, torneos y cuencos, 58 tazas de vicecampeón y 10, tercer lugar en concursos a nivel regional, estatal y nacional. 
En términos nacionales, los mayores logros de Vila Nova fueron el Campeonato Brasileño de Serie C en 1996 (invicto) y la clasificación para la Copa Conmebol en 1999.
En 2008, el famoso delantero brasileño Túlio Maravilha se convirtió en el máximo goleador de la historia del club, con 99 tantos.
La última participación de Vila Nova en el Campeonato Brasileño de Serie A había sido en 1985. A partir de entonces, el club mantuvo una lucha constante por el tan soñado acceso. Lo más cerca que estuvo el equipo fue en 1999 , cuando quedó en cuarto lugar perdiendo el puesto ante Goiás, su mayor rival. Con el sexto puesto en la edición 2008 de la Série B, Vila volvió a estar cerca del acceso a Primera División, estando entre los cuatro primeros durante la mayor parte del campeonato, pero cayendo en rendimiento en las últimas rondas, habiendo llevado a más de 30.000 aficionados. en la victoria sobre el futuro campeón, el Corinthians, y terminando con un promedio de audiencia de 12.404 pagadores, el segundo mejor promedio de este campeonato.
En 2009 la campaña del equipo fue bastante irregular, habiendo conseguido el objetivo de permanecer en el Campeonato Brasileño de Serie B.
En 2010, Vila Nova corrió el riesgo de descender a la Serie C hasta la última jornada del campeonato, cuando venció al São Caetano en casa y permaneció en la Serie B. 
En 2011, como esperaban la mayoría de aficionados y con cuatro jornadas de antelación tras una mala campaña en la Serie B donde el equipo incluso consiguió ganar dos partidos consecutivos, tras un melancólico empate con el terrible Duque de Caxias, Vila Nova vuelve a la Serie C tras cinco años, fruto de una alianza incompetente con New Ville Sports, que intentó subcontratar el departamento de fútbol del club y el resultado fue el descenso a la Tercera División del fútbol nacional. Tras superar dificultades en la serie C durante 2012, en 2013 el equipo consigue retornar a la Serie B tras finalizar 4° en la temporada.
En el Campeonato Goiano de 2014, Vila Nova tuvo una campaña terrible, terminó último en el campeonato y fue relegado a segunda división por segunda vez en su historia. En el Campeonato Goiano 2014, en 14 partidos solo hubo 3 victorias, 4 empates y 7 derrotas. En el Campeonato Brasileño de la Serie B de 2014, el equipo también fue relegado a la división inferior, retornando a la Serie C.
En la temporada siguiente, Vila Nova se recompuso: jugando la Segunda División del Campeonato de Goiano en 2015, se proclamó campeón con una campaña envidiable: 16 partidos, 13 victorias, 2 empates y solo 1 derrota. De esta forma, retornó al Campeonato Goiano. Mientras tanto, en la Serie C 2015, Vila Nova obtuvo el título por segunda vez, derrotando al Londrina en la final.
El club se mantuvo en la Segunda División del fútbol nacional en las siguientes temporadas, obteniendo el 12° puesto en 2016 y finalizando 7° en 2017 y 2018. En la Serie B 2019, Vila Nova descendió nuevamente a Serie C, para luego regresar a la Serie B tras obtener el Campeonato Brasileño de Fútbol Serie C 2020.

## Estadio
El club disputa sus partidos en el Estadio Onésio Brasileiro Alvarenga también conocido como Estadio Vila Nova o Estadio OBA con capacidad para 11.800 espectadores. Para juegos de mayor importancia utiliza el Estadio Serra Dourada con capacidad para 40.000 espectadores.

## Jugadores

### Plantilla 2025

#### Altas y bajas 2025 (otoño)
| Altas   | Altas    | Altas       | Altas | Altas |
| Jugador | Posición | Procedencia | Tipo  | Costo |
| ------- | -------- | ----------- | ----- | ----- |

| Bajas   | Bajas    | Bajas   | Bajas | Bajas |
| Jugador | Posición | Destino | Tipo  | Costo |
| ------- | -------- | ------- | ----- | ----- |

## Entrenadores
- Leandro Niehues (marzo de 2016)[29][30]
- Rogério Mancini (marzo de 2016–junio de 2016)[31][32]
- Guilherme Alves (junio de 2016–noviembre de 2016)[33][34]
- Mazola Júnior (diciembre de 2016–mayo de 2017)[35][36]
- Hemerson Maria (mayo de 2017–noviembre de 2018)[37][38]
- Umberto Louzer (noviembre de 2018–febrero de 2019)[39][40]
- Marcelo Dias (interino- febrero de 2019)[40]
- Eduardo Baptista (febrero de 2019–julio de 2019)[41][42]
- Marcelo Cabo (julio de 2019–octubre de 2019)[43][44]
- Rafael Toledo (interino- octubre de 2019)[44]
- Itamar Schülle (octubre de 2019–noviembre de 2019)[45][46]
- Bolívar (febrero de 2020–diciembre de 2020)[47][48]
- Márcio Fernandes (diciembre de 2020–marzo de 2021)[49][50]
- Wagner Lopes (marzo de 2021–junio de 2021)[51][52]
- Higo Magalhães (interino- junio de 2021–agosto de 2021)[52][53]
- Hemerson Maria (agosto de 2021)[53][54]
- Higo Magalhães (agosto de 2021–mayo de 2022)[54][55]
- Dado Cavalcanti (mayo de 2022–julio de 2022)[56][57]
- Allan Aal (julio de 2022–noviembre de 2022)[58][59]
- Claudinei Oliveira (noviembre de 2022–agosto de 2023)[60][61]
- Marquinhos Santos (agosto de 2023–septiembre de 2023)[62][63]
- Lisca (septiembre de 2023–octubre de 2023)[64][65]
- Higo Magalhães (octubre de 2023–marzo de 2024)[66][67]
- Márcio Fernandes (marzo de 2024–mayo de 2024)[68][69]
- Luizinho Lopes (mayo de 2024–octubre de 2024)[70][71]
- Thiago Carvalho (octubre de 2024–noviembre de 2024)[72][73]
- Rafael Lacerda (noviembre de 2024–presente)[2]

## Palmarés

### Torneos estaduales
- Campeonato Goiano (16):

1961, 1962, 1963, 1969, 1973, 1977, 1978, 1979, 1980, 1982, 1984, 1993, 1995, 2001, 2005, 2025
- Segunda División del Campeonato Goiano (1): 2000.

- Campeonato de inicio: 7:

1961, 1963, 1965, 1967, 1969, 1972 y 1973.

### Torneos nacionales
- Campeonato Brasileño de Serie C (3): 1996, 2015, 2020.

### Baloncesto
- Copa de América del Sur: 1974.
- Copa de Brasil: 1973.
- Campeón de la Copa Ivan Raposo: 1973.[74]